# Dag van de Vrijheid van de Széklers

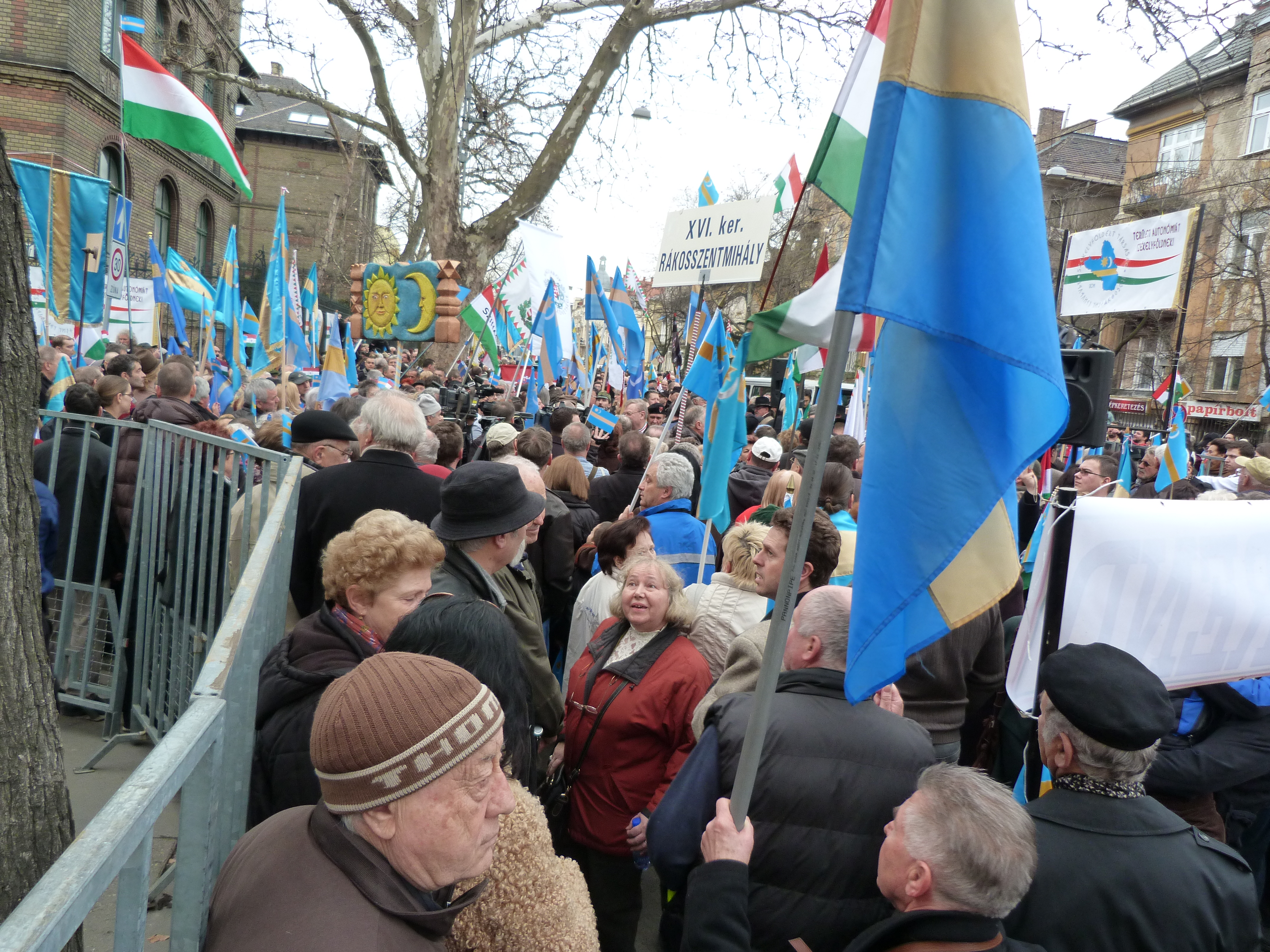
Protesten in het kader van de Dag van de Vrijheid van de Széklers in Boedapest

De Dag van de Vrijheid van de Széklers (Hongaars: Székely szabadság napja; Roemeens: Ziua Libertății Secuilor) is een feestdag die ieder jaar op 10 maart in het gehele Szeklerland wordt gevierd. De feestdag werd op 6 januari 2012 ingesteld door de Nationale Raad van de Széklers.
Naast de betekenis als nationale feestdag voor de Szeklers is het ook ter gedachtenis aan de executie van Mihály Gálffy, Károly Horváth en János Török in 1854 in Tirgu Mures. Ze waren Hongaarse vrijheidsstrijders tijdens de revolutie van 1848 tegen het Habsburgse regiem van Oostenrijk.
De dag is omstreden onder Roemeense kringen omdat het de dag is waarop de Szeklers aandacht vragen voor de gewenste autonomie van de Hongaarse Szeklers binnen Roemenië. Ieder jaar zijn er op deze dag namelijk grote demonstraties die ook gesteund worden door extreemrechtse partijen uit Hongarije.